# Камено (Черна гора)
Камено (на сръбски: Камено) е село в Черна гора, разположено в община Херцег Нови. Населението му според преброяването през 2011 г. е 128 души, от тях: 81 (63,28 %) сърби, 27 (21,09 %) черногорци, 7 (5,46 %) не са определени.

## Население
Численост на населението според преброяванията през годините:
- 1948 – 319 души
- 1953 – 298 души
- 1961 – 296 души
- 1971 – 259 души
- 1981 – 229 души
- 1991 – 156 души
- 2003 – 146 души
- 2011 – 128 души